# Prolais elbursalis
Prolais elbursalis är en fjärilsart som beskrevs av Hans Georg Amsel 1961. Prolais elbursalis ingår i släktet Prolais och familjen Crambidae. Inga underarter finns listade i Catalogue of Life.